# Walterswil
Walterswil é uma comuna da Suíça, no Cantão Soleura, com cerca de 686 habitantes. Estende-se por uma área de 4,53 km², de densidade populacional de 151 hab/km². Confina com as seguintes comunas: Däniken, Dulliken, Gretzenbach, Oftringen (AG), Safenwil (AG).
A língua oficial nesta comuna é o Alemão.

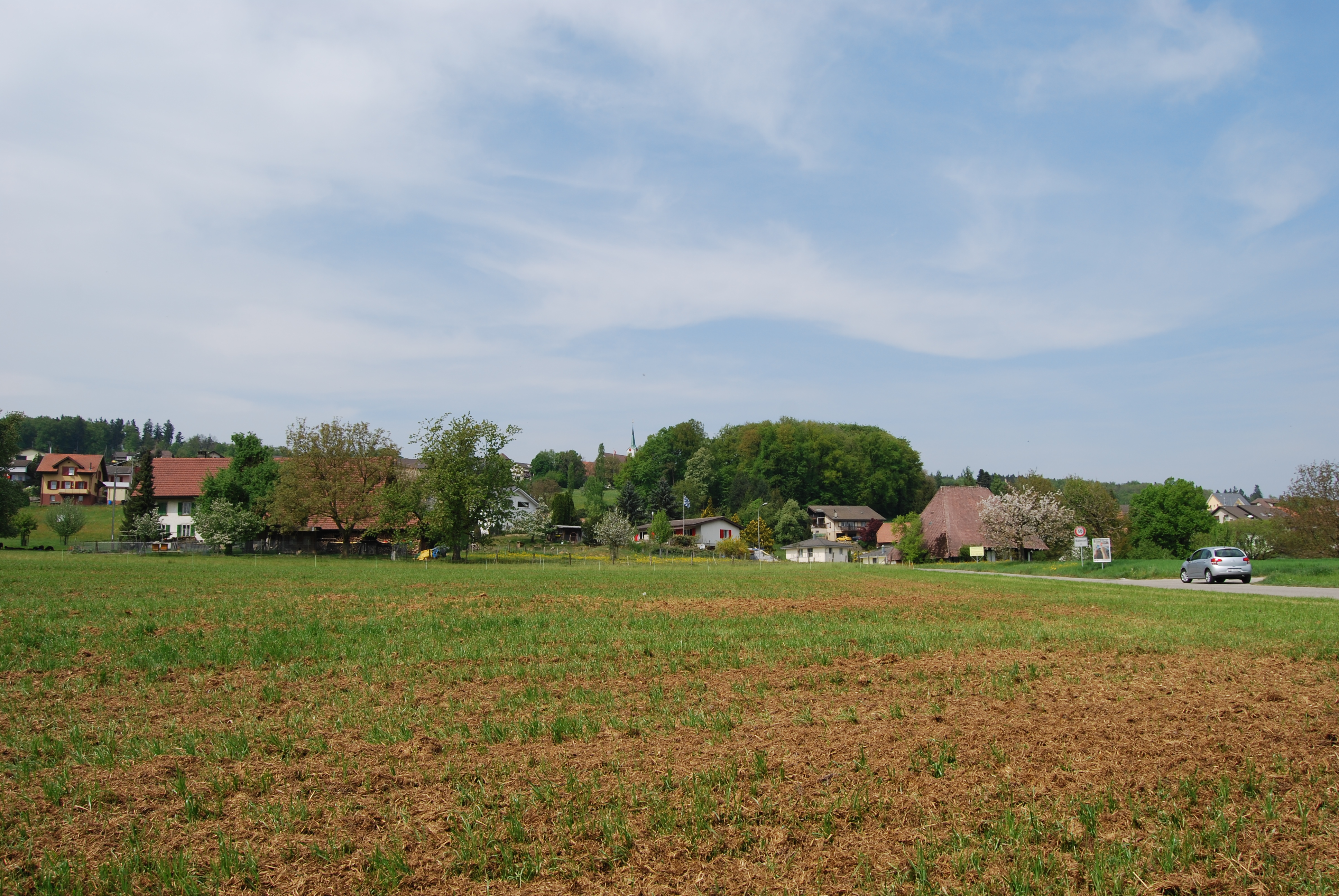
Walterswil.